# 浅葉智
浅葉 智/Tomo Asaha（あさは とも、9月29日 - ）は、ロサンゼルス在住の音楽家、ギタリスト、作曲家、モデル、声優。兵庫県丹波市出身、血液型はO型。愛猫はCeil（シエル）、Hanzo（ハンゾー）。

## 来歴
兵庫県丹波市生まれ。高校生の頃からギターを弾き始め、その後すぐに大阪を中心にライブ活動を開始。日本での様々な音楽活動を経て、2006年に多国籍バンドechostreamのギタリストとしてアメリカ合衆国へ移住。以降欧米圏のイベントに数多く出演。コートニー・コックス主演のドラマ「ダート」にechostreamで3曲タイアップされている。
2009年のアニメ・エキスポ出演以降は個人や、MOON STREAMでの露出が増加。ファッションショーへモデルとしても出演している。
2009年にKiYO、二胡奏者の中西桐子らとAliasを結成。ユニークな音楽性と斬新なプロモーション手法で、公開楽曲は全て主要音楽系配信サイトにおいてトップランクを獲得。後にアジア最大級ロックフェス「Spring Scream」での初ライブと台湾デビューに至る。
ハリウッド女性シンガーShahidah Omar(ハリウッド俳優Jerry Angelo Brooksの妻)のプロジェクトにギタリストとして参加。全米テレビ番組「ボニー・ハント Show」にも出演。同プロジェクトは後にアメリカ3大ロックフェスの一つ「ボナルー・フェスティバル」への出演も果たしている。
兼ねてより交流のあった元RENTRER EN SOIのボーカリスト砂月と、2011年にMOON STREAMを結成。Tomoと砂月以外はサポートメンバーで構成されており、自主イベント「ECLIPSE」を主催。第1回目はKayaをゲストに開催された。
2014年7月24日リリースのiOS/Android/Windows Phone用シューティングゲーム「Modern Combat 5: Blackout」で、声優デビューを果たしている。
2014年12月末に拠点をニューヨークからロサンゼルスへ移動。
2016年5月2日にタレントエージェント会社「FAKE STAR USA」を設立し、多くの日本のアーティストやデザイナー、アニメ会社などの海外ブッキングも手掛けている。
2019年3月31日にハリウッドのグローマンズ・チャイニーズ・シアターでプレミア公開された短編映画「Blue Light Melody」に俳優としてデビューしている。
2021年12月7日には、アメリカで最も人気のレイトショー「Jimmy Kimmel Live」に出演も果たしている。
2024年1月23日には、ヒューストンのHouse of BluesにてDEMONDICEのバックDJとして、DJデビューも果たしている。

## 人物・エピソード
アメリカに留まらずヨーロッパ、カナダ、日本、台湾等、幅広い地域で活動しており、英語はネイティブレベル。ブログやSNSは、必ず日本語と英語の両方で投稿されている。
エレクトリック・ギター以外に、アコースティック・ギターやピアノを演奏している曲もある（Alias「巡」「Here」等）。
様々な国の芸能人やミュージシャン等とイベントで共演する機会が多く、幅広い交友関係がブログ等で紹介されている。
日本の漫画家とも親交があり、Aliasの初ライブとラジオ収録で帰国した際、まつもと泉のイラスト入りサイン色紙を土産としてメンバーに贈っている。
家族、とりわけ妹と仲が良く、KiYO（Alias）曰く「アニキ大好きっ子なオーラが全身から出まくりでほっこりする」との事。2013年10月に結婚する妹のため、「Project "WAKANA" -from big brother to little sister-」の決行を世界中のファンへ、インターネットを介して呼びかけた。賛同した各国のファン達から膨大なメッセージが寄せられ、Tomo本人の編集によって纏められたムービーが妹へ贈られた。

## 関連バンド・アーティスト
- Voyage (1996 - 1998) *"麗"名義。MARK MUFFINの西野顕人が在籍[7]。
- If (1998 - 1999) * "Ley"名義。
- NIL (1999 - 2001)
- Piece (1999 - 2002)
- Unknown Frequency (2002 - )
- 愛内里菜 (2003 - ) *12枚目のシングル「風のない海で抱きしめて」に参加。
- Chocolate Syrup (2002 - 2005) *"浅葉 智"名義。ex.SHAMEのTAKEYAが在籍[8]。
- Zoey (2004 - 2005)
- The Geminiac (2004 - 2005)
- echostream (2003 - )
- Alias (2009 - )
- Shahidah Omar (2009 - )
- Moon Stream (2011 - )
- ex.12012 須賀勇介ソロプロジェクト"high ball" (2011 - )　…他[9]